# Michael Angelo Aquino
Michael Angelo Aquino (16 d'octubre de 1946 - 1 de setembre de 2019) va ser un politòleg, oficial militar i satanista estatunidenc. Va ser el fundador i summe sacerdot del Temple de Set. Aquino també va ser especialista en guerra psicològica per a la intel·ligència militar i oficial de l'⁣exèrcit dels Estats Units.

## Carrera professional
Aquino va néixer i es va criar inicialment a San Francisco, Califòrnia. Cap al 1961, la seva família es va traslladar a Santa Barbara, Califòrnia, en el context de la feina del seu pare; la seva mare tornaria a San Francisco després del seu posterior divorci, on va continuar vivint a la casa familiar de Telegraph Hill, dissenyada per Richard Neutra, fins a la seva mort el 1985, moment en què la casa es va convertir en la residència del jove Aquino.
Es va graduar dels Eagle Scouts a l'institut Santa Barbara High School (més tard va servir com a comandant nacional de l'Eagle Scout Honor Society) el 1964 abans de matricular-se a la  Universitat de Califòrnia, Santa Barbara, on va obtenir una llicenciatura en ciències polítiques com a Graduat Militar Distingit de l'Exèrcit dels Estats Units (ROTC) que li va conferir una comissió d'elit de l'Exèrcit Regular el 1968. Va tornar a la institució després de fer la transició al servei de Reserva de l'Exèrcit dels Estats Units, on va obtenir un màster en ciències polítiques el 1976 i un doctorat en la disciplina (amb una dissertació sobre consideracions polítiques per a l'adquisició i implementació de la bomba de neutrons, aleshores actual) el 1980. Al llarg dels seus estudis a Santa Barbara, va ser mentor d'una amistat convivialment interlocutòria pel teòric polític Raghavan N. Iyer, que va mantenir un enfocament una mica antipodià de l'ocult (enfront de l'adhesió d'Aquino al camí de la mà esquerra) com a membre de la Lògia Unida de Teòsofs. Més tard, Aquino va obtenir un MPA en gestió de recursos nacionals a la Universitat George Washington com a part de la seva matrícula a l'Industrial College of the Armed Forces el 1987.
Després del seu nomenament a l'exèrcit, Aquino va servir com a especialista en guerra psicològica i va ser desplegat a la guerra del Vietnam. Va servir amb els Boines Verdes i, a les dècades de 1970 i principis de 1980, va ser oficial d'enllaç de l'OTAN a temps parcial en diversos països europeus. Mentre no estava de servei en una d'aquestes gires, va visitar el castell deWewelsburg, que va ser utilitzat per les SS i Heinrich Himmler, i es diu que hi va realitzar un ritual satànic. També es diu que va establir contactes amb extremistes de dretes a Europa com a líder d'un grup anomenat "Monarch", que podria haver estat relacionat amb l'Operació Gladio.
Després de rebre el doctorat el 1980, Aquino va tornar al seu San Francisco natal, on va servir durant els següents sis anys com a oficial de la Reserva de la Guàrdia Activa al Presidio de San Francisco. També va ensenyar a la Universitat Golden Gate fins al 1986. El 1981, Aquino va ser agregat de reserva a l'Agència d'Intel·ligència de Defensa (DIA), i un any més tard va ser estudiant a l'Institut del Servei Exterior, patrocinat pel Departament d'Estat dels Estats Units. Com a oficial d'intel·ligència, va obtenir així accés a documents d'alt secret. Més tard va treballar com a analista de programes al Centre de Personal de Reserva de l'Exèrcit dels Estats Units a St. Louis, Missouri, on era responsable de qüestions de recursos humans. Abans d'entrar al seu programa de doctorat, va treballar breument a Merrill Lynch i va obtenir una llicència per negociar valors a la Borsa de Nova York. El 1994, Aquino es va retirar del servei actiu a l'exèrcit, va ser traslladat honorablement a la reserva i va ser guardonat amb la Medalla al Servei Meritori.

### Guerra mental
El 1980, en resposta a la guerra del Vietnam, Aquino va publicar un article escrit en coautoria amb el coronel Paul Vallely anomenat From PSYOP to MindWar: The Psychology of Victory. En aquest article, ambdós autors proposen un nou tipus de guerra psicològica per substituir o complementar la guerra convencional. El terme "MindWar" suggereix una forma més àmplia i generalitzada de guerra psicològica que s'estén més enllà de la PSYOP tradicional. Pot implicar l'ús dels mitjans de comunicació, la tecnologia de la informació i altres formes de comunicació per influir tant en les forces enemigues com en les poblacions civils. També es proposen mesures com l'alteració de les ones electromagnètiques o la ionització de l'aire per influir o manipular els civils.

## Satanisme i establiment del Temple de Set

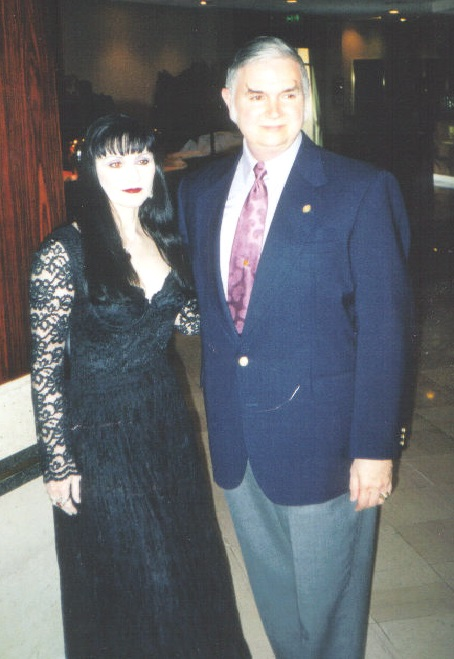
Aquino amb la seva llavors esposa Lilith, al Conclave de Los Angeles de 1999

El 1969, es va unir a l'⁣Església de Satanàs, dirigida per Anton LaVey, i va ascendir ràpidament de rang dins del grup. El 1971, Aquino havia estat nomenat Magister Caverns del IV grau dins de la jerarquia eclesiàstica, era l'editor de la publicació The Cloven Hoof i formava part del consell de govern dels nou. Tanmateix, amb el temps van sorgir conflictes entre LaVey i Aquino pel que fa a la direcció del grup. Aquest últim va rebutjar l'ateisme i el materialisme de LaVey. Quan va començar a vendre posicions a l'Església de Satanàs per diners, Aquino finalment va abandonar el grup el 1975.
Després de deixar l'Església de Satanàs, va iniciar un ritual en què li demanava consell a Satanàs sobre què fer a continuació. Segons ell, Satanàs se li va aparèixer l'estiu de 1975 i li va revelar que volia ser anomenat Set, un nom que es diu que utilitzaven els seus adoradors a l'antic Egipte. Aquino va produir un text religiós, El Llibre de la Sortida de Nit, que afirmava que li havia estat revelat per Set en un procés d'escriptura automàtica. El llibre proclamava Aquino el Mag del nou eó de Set i hereu del "mandat infernal" de LaVey. Sobre aquesta base, va fundar el Temple de Set, dedicat al culte de Set. En contrast amb l'enfocament de LaVey, aquest grup té una orientació ocultista i hermètica. L'orientació d'Aquino va estar fortament influenciada per l'obra de l'ocultista britànic Aleister Crowley. L'objectiu del grup és l'autodeïficació, que persegueix realitzant rituals i practicant màgia negra, entre altres coses.
El 1975, el Temple de Set es va registrar com a església sense ànim de lucre a Califòrnia i va rebre reconeixement estatal i federal i exempció d'impostos aquell mateix any. Aquino va romandre com a summe sacerdot del Temple fins al 1979, quan va cedir el càrrec a Ronald Keith Barrett, qui, després de disputes, també va fundar la seva pròpia secta satànica, el Temple d'Anubis, uns anys més tard. Aquino va tornar a ser summe sacerdot entre 1982 i 1996 i entre 2002 i 2004.

## Acusacions d'abús infantil
El novembre de 1986, la policia de San Francisco va començar a investigar les denúncies d'abús sexual en relació amb el Centre de Desenvolupament Infantil de l'Exèrcit al Presidio de San Francisco. Una noia va denunciar l'agost de 1987 i va identificar Aquino com el culpable. Almenys 58 de cada 100 nens que havien assistit a la guarderia van mostrar signes físics i mentals d'abús sexual, cosa que va provocar una demanda dels pares per 60 milions de dòlars en danys i perjudicis. Es va iniciar una investigació contra Aquino, però es va tancar després de trobar proves insuficients.
John DeCamp, un polític republicà i exmembre de la Legislatura de Nebraska, va vincular Aquino amb les acusacions de la xarxa de prostitució infantil de Franklin. Tanmateix, no es van presentar càrrecs i un gran jurat va desestimar tot el cas el 1990.
L'escriptor i editor Mitch Horowitz, a més de corregir la data de la mort d'Aquino, ha assenyalat que els investigadors van descobrir que, durant les setmanes del suposat incident, els Aquino no residien a San Francisco, sinó a Washington D. C., on Aquino estava matriculat en un programa de postgrau en administració pública sota els auspicis del Col·legi Industrial de les Forces Armades. Tot i que no es van presentar càrrecs, una junta de continuació va posar fi al contracte a temps complet d'Aquino amb la Reserva de la Guàrdia Activa el 1990; mentre que Aquino va dir que va continuar servint com a oficial d'activitats espacials a temps parcial condecorat (en virtut de la seva Medalla al Servei Meritori) fins a la seva jubilació requerida segons els estatuts de l'exèrcit dels Estats Units el 1994, aquesta decisió va impedir essencialment qualsevol ascens o avenç posterior de la seva carrera militar. "Els Aquino", va escriure Horowitz, "van intentar sense èxit accions legals contra el pare capellà de la noia i un psiquiatre de l'exèrcit que va atiar les falses afirmacions. Però la parella es va enfrontar a la barrera de gravitar entre la llei civil i la militar". Horowitz va escriure a més que Aquino i la seva dona van arribar a un acord extrajudicial en accions legals contra dos llibres acusatoris".

## Suïcidi
Després d'una llarga malaltia, Aquino va morir a les 18:08 de l'1 de setembre de 2019 als 72 anys a causa d'una ferida de bala al cap que es va autoinfligir.